# Asahi Optical Co. Takumar 50mm f/1.4
De Asahi Optical Co. Takumar 50mm f/1.4 is een objectief voor Pentax-SLR toestellen en was het vlaggenschip voor Asahi Optical Co. Met een diafragmawaarde van 1.4 is het 2/3-stop sneller dan hun Takumar 55 f/1.8 waardoor het de lens bij uitstek is voor lichtarme situaties. Het objectief werd standaard met de Asahi Pentax Spotmatic geleverd.
Asahi Optical Co. wilde het liefst dat het objectief op de eigen toestellen werd gebruikt en zou daarom het achterste lenselement verder naar achteren hebben uitgebouwd, zodat het verder in het camerahuis steekt. Bij andere merken zou dan de spiegel in de SLR beschadigd raken.
De Super-Takumar 50mm f/1.4 gebruikt het element thorium om zo een geschiktere brekingsindex te bekomen. Door het radioactieve verval van thorium kleurt het glas na verloop van tijd echter bruin. De aangetaste delen van het objectief moeten dan blootgesteld worden aan een dosis UV-straling. De straling kan echter zichtbaar worden op negatieven wanneer ze te lang in de buurt van het objectief hebben gelegen.
De eerste versie van de 50mm f/1.4 met 8 elementen is te herkennen aan de positie van het "IR"-teken. Indien deze binnen de f/4 is aangebracht is het de eerste versie, daarbuiten is het een van de latere versies.
| Naam                       | Elementen | Groepen | Mfa  | Gewicht | filtergrootte | van  | tot  |
| -------------------------- | --------- | ------- | ---- | ------- | ------------- | ---- | ---- |
| Super-Takumar              | 8         | 7       | 45cm | 245g    | 49mm          | 1964 | 1966 |
| Super-Takumar              | 7         | 6       | 45cm | 230g    | 49mm          | 1967 | 1971 |
| Super-Multi-Coated-Takumar | 7         | 6       | 45cm | 230g    | 49mm          | 1971 | 1972 |
| Super-Multi-Coated-Takumar | 7         | 6       | 45cm | 252g    | 49mm          | 1973 | 1975 |